# Temporada 1956 del fútbol chileno
La Temporada 1956 del fútbol chileno abarca todas las actividades relativas a campeonatos de fútbol profesional, nacionales e internacionales, disputados por clubes chilenos, y por las selecciones nacionales de este país, en sus diversas categorías, durante el año 1956.

## Torneos locales

### Primera División

#### Tabla final
| Pos | Equipo               | PJ | PG | PE | PP | GF | GC | Dif | Pts |
| --- | -------------------- | -- | -- | -- | -- | -- | -- | --- | --- |
| 1   | Colo-Colo            | 26 | 17 | 4  | 5  | 60 | 34 | 26  | 38  |
| 2   | Santiago Wanderers   | 26 | 12 | 9  | 5  | 44 | 32 | 12  | 33  |
| 3   | Rangers              | 26 | 11 | 9  | 6  | 39 | 31 | 8   | 31  |
| 4   | Unión Española       | 26 | 12 | 6  | 8  | 48 | 41 | 7   | 30  |
| 5   | Magallanes           | 26 | 9  | 11 | 6  | 44 | 39 | 5   | 29  |
| 6   | Everton              | 26 | 8  | 11 | 7  | 49 | 47 | 2   | 27  |
| 7   | Audax Italiano       | 26 | 9  | 8  | 9  | 40 | 41 | -1  | 26  |
| 8   | O'Higgins            | 26 | 8  | 10 | 8  | 41 | 43 | -2  | 26  |
| 9   | Palestino            | 26 | 10 | 5  | 11 | 52 | 52 | 0   | 25  |
| 10  | Green Cross          | 26 | 6  | 11 | 9  | 34 | 39 | -5  | 23  |
| 11  | Universidad de Chile | 26 | 8  | 5  | 13 | 38 | 45 | -7  | 21  |
| 12  | San Luis de Quillota | 26 | 6  | 7  | 13 | 28 | 35 | -7  | 19  |
| 13  | Ferrobádminton       | 26 | 5  | 9  | 12 | 33 | 51 | -18 | 19  |
| 14  | Santiago Morning     | 26 | 6  | 5  | 15 | 36 | 56 | -20 | 17  |

PJ=Partidos jugados; PG=Partidos ganados; PE=Partidos empatados; PP=Partidos perdidos; GF=Goles a favor; GC=Goles en contra; Dif=Diferencia de gol; Pts=Puntos
|  | Campeón                      |
|  | Desciende a Segunda División |

#### Campeón
|                   |
| Campeón Colo-Colo |
| 7.° título        |
|                   |

### Segunda División

#### Tabla final
| Pos | Equipo               | PJ | PG | PE | PP | GF | GC | Dif | Pts |
| --- | -------------------- | -- | -- | -- | -- | -- | -- | --- | --- |
| 1   | Deportes La Serena   | 21 | 13 | 6  | 2  | 39 | 14 | 25  | 32  |
| 2   | Universidad Católica | 21 | 15 | 2  | 4  | 43 | 21 | 22  | 32  |
| 3   | Unión La Calera      | 21 | 12 | 3  | 6  | 44 | 22 | 22  | 27  |
| 4   | Alianza              | 21 | 8  | 3  | 10 | 29 | 39 | -10 | 19  |
| 5   | Universidad Técnica  | 21 | 7  | 4  | 10 | 36 | 49 | -13 | 18  |
| 6   | Iberia               | 21 | 6  | 4  | 11 | 32 | 45 | -13 | 16  |
| 7   | Trasandino           | 21 | 5  | 5  | 11 | 25 | 35 | -10 | 15  |
| 8   | San Bernardo Central | 21 | 3  | 3  | 15 | 26 | 49 | -23 | 9   |

PJ=Partidos jugados; PG=Partidos ganados; PE=Partidos empatados; PP=Partidos perdidos; GF=Goles a favor; GC=Goles en contra; Dif=Diferencia de gol; Pts=Puntos
|  | Juega final por el campeonato |
|  | Descenso suspendido           |

#### Partido de Desempate
Debido a la igualdad de puntaje en el primer lugar, debió jugarse un partido de desempate entre Deportes La Serena y Universidad Católica.
|       | POR   | Sergio Livingstone |  |
|       | DEF   | Antonio Albornoz   |  |
|       | DEF   | Fernando Jara      |  |
|       | DEF   | Claudio Molina     |  |
|       | MED   | Sergio Sánchez     |  |
|       | MED   | Andrés Prieto      |  |
|       | DEL   | Jaime Vásquez      |  |
|       | DEL   | Juan Antonio Baum  |  |
|       | DEL   | Horacio Cisternas  |  |
|       | DEL   | Raimundo Infante   |  |
|       | DEL   | Víctor Salcedo     |  |
| D. T. | D. T. | Jorge Ormos        |  |

|       | POR | Orlando Pellegrino |  |
|       | DEF | Jorge Barraza      |  |
|       | DEF | Víctor Torres      |  |
|       | DEF | Raúl Véliz         |  |
|       | MED | Martín Badía       |  |
|       | MED | Carlos Suárez      |  |
|       | DEL | Carlos Escalona    |  |
|       | DEL | Maturana           |  |
|       | DEL | Garay              |  |
|       | DEL | Héctor Novoa       |  |
|       | DEL | Fernando Hurtado   |  |
| D. T. |     |                    |  |

| 15' · 24' · 78' | Raimundo Infante Horacio Cisternas Raimundo Infante | 1-1 2-1 3-2 |

| 6' · 40' | Héctor Novoa | 1-0 2-2 |

| Principal | Washington Rodríguez |

|       | POR   | Sergio Livingstone |  |
|       | DEF   | Antonio Albornoz   |  |
|       | DEF   | Fernando Jara      |  |
|       | DEF   | Claudio Molina     |  |
|       | MED   | Sergio Sánchez     |  |
|       | MED   | Andrés Prieto      |  |
|       | DEL   | Jaime Vásquez      |  |
|       | DEL   | Juan Antonio Baum  |  |
|       | DEL   | Horacio Cisternas  |  |
|       | DEL   | Raimundo Infante   |  |
|       | DEL   | Víctor Salcedo     |  |
| D. T. | D. T. | Jorge Ormos        |  |

|       | POR | Orlando Pellegrino |  |
|       | DEF | Jorge Barraza      |  |
|       | DEF | Víctor Torres      |  |
|       | DEF | Raúl Véliz         |  |
|       | MED | Martín Badía       |  |
|       | MED | Carlos Suárez      |  |
|       | DEL | Carlos Escalona    |  |
|       | DEL | Maturana           |  |
|       | DEL | Garay              |  |
|       | DEL | Héctor Novoa       |  |
|       | DEL | Fernando Hurtado   |  |
| D. T. |     |                    |  |

| 15' · 24' · 78' | Raimundo Infante Horacio Cisternas Raimundo Infante | 1-1 2-1 3-2 |

| 6' · 40' | Héctor Novoa | 1-0 2-2 |

| Principal | Washington Rodríguez |

|       | POR   | Sergio Livingstone |  |
|       | DEF   | Antonio Albornoz   |  |
|       | DEF   | Fernando Jara      |  |
|       | DEF   | Claudio Molina     |  |
|       | MED   | Sergio Sánchez     |  |
|       | MED   | Andrés Prieto      |  |
|       | DEL   | Jaime Vásquez      |  |
|       | DEL   | Juan Antonio Baum  |  |
|       | DEL   | Horacio Cisternas  |  |
|       | DEL   | Raimundo Infante   |  |
|       | DEL   | Víctor Salcedo     |  |
| D. T. | D. T. | Jorge Ormos        |  |

|       | POR | Orlando Pellegrino |  |
|       | DEF | Jorge Barraza      |  |
|       | DEF | Víctor Torres      |  |
|       | DEF | Raúl Véliz         |  |
|       | MED | Martín Badía       |  |
|       | MED | Carlos Suárez      |  |
|       | DEL | Carlos Escalona    |  |
|       | DEL | Maturana           |  |
|       | DEL | Garay              |  |
|       | DEL | Héctor Novoa       |  |
|       | DEL | Fernando Hurtado   |  |
| D. T. |     |                    |  |

| 15' · 24' · 78' | Raimundo Infante Horacio Cisternas Raimundo Infante | 1-1 2-1 3-2 |

| 6' · 40' | Héctor Novoa | 1-0 2-2 |

| Principal | Washington Rodríguez |

|       | POR   | Sergio Livingstone |  |
|       | DEF   | Antonio Albornoz   |  |
|       | DEF   | Fernando Jara      |  |
|       | DEF   | Claudio Molina     |  |
|       | MED   | Sergio Sánchez     |  |
|       | MED   | Andrés Prieto      |  |
|       | DEL   | Jaime Vásquez      |  |
|       | DEL   | Juan Antonio Baum  |  |
|       | DEL   | Horacio Cisternas  |  |
|       | DEL   | Raimundo Infante   |  |
|       | DEL   | Víctor Salcedo     |  |
| D. T. | D. T. | Jorge Ormos        |  |

|       | POR | Orlando Pellegrino |  |
|       | DEF | Jorge Barraza      |  |
|       | DEF | Víctor Torres      |  |
|       | DEF | Raúl Véliz         |  |
|       | MED | Martín Badía       |  |
|       | MED | Carlos Suárez      |  |
|       | DEL | Carlos Escalona    |  |
|       | DEL | Maturana           |  |
|       | DEL | Garay              |  |
|       | DEL | Héctor Novoa       |  |
|       | DEL | Fernando Hurtado   |  |
| D. T. |     |                    |  |

| 15' · 24' · 78' | Raimundo Infante Horacio Cisternas Raimundo Infante | 1-1 2-1 3-2 |

| 6' · 40' | Héctor Novoa | 1-0 2-2 |

| Principal | Washington Rodríguez |

#### Campeón
| Campeón Universidad Católica Asciende a Primera División |